# Song of Love
Song of Love (bra: Sonata de Amor) é um filme estadunidense de 1947, do gênero drama, dirigido por Clarence Brown.

## Elenco
- Katharine Hepburn... Clara Wieck Schumann
- Paul Henreid... Robert Schumann
- Robert Walker... Johannes Brahms
- Henry Daniell... Franz Liszt
- Harold Miller... Ajudante do príncipe (não-creditado)
- Stuart Holmes...Espectador de Liszt (não-creditado)